# Santa Casa da Misericórdia de Rio de Janeiro

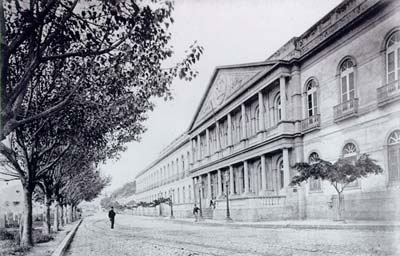
Santa Casa da Misericórdia do Rio de Janeiro (Photographie de Marc Ferrez, 1880).

La Santa Casa da Misericórdia do Rio de Janeiro est un établissement de soins médico-hospitaliers à Rio de Janeiro, au Brésil. Elle est abritée dans un vaste bâtiment néo-classique.

## Histoire
Sa fondation remonte aux installations organisées par le père José de Anchieta lorsque l'escadron de l'amiral Diogo Flores de Valdés arriva dans la ville de Rio de Janeiro le 24 mars 1582, attaqué par le scorbut. L'unité de Rio de Janeiro a été fondée au milieu du XVIe siècle, à une date incertaine, à Praia de Santa Luzia. Sa création est généralement attribuée par plusieurs érudits au Père José de Anchieta, de la Compagnie de Jésus, arrivé au Brésil dans l'escadron du deuxième gouverneur général, Duarte da Costa, en 1553.
Le 2 mai 1959, elle est faite Commandeur de l'Ordre du Mérite du Portugal .